# BRIO
BRIO er en svensk legetøjsproducent, der laver trælegetøj. Mest kendt er nok de små legetøjstog og baner af træ, som er efterlignet af flere andre firmaer. Firmaet var længe bosat i Osby i det nordøstlige Skåne men har nu hovedkontor i Malmö. Firmaets legetøjsmuseum, Lekoseum, er dog stadig at finde i Osby.

## Historie
Begyndelsen til firmaet blev lagt i 1884, da den 24-årige Ivar Bengtsson og hans nyægtede hustru Sissa Persdotter slog sig ned på en gård i den lille by Boalt. Her begyndtes en produktion af fletkurve, der fra 1890 stempledes Ivar Bengtssons Kurvefabrik Boalt. Parallelt hermed handledes også med smedevarer og køkkensløjd fra lokalområdet og importerede olietryk.
I 1902 flyttede familie og firma til Osby, der skulle forblive hjemstedet i over et århundrede. Firmaet havde vokseværk, i 1907 talte kataloget 170 varer heriblandt nu også trælegetøj, som man var begyndt på i tiden omkring flytningen. I 1908 overdroges virksomheden til sønnerne Viktor, Anton og Emil, og året efter registreredes den som Bröderna Ivarsson, Osby, deraf forkortelsen "Brio" eller "BRIO". Under den nye ledelse ekspanderede BRIO stærkt og blev Osbys største virksomhed. I 1909 var kataloget såledet vokset til 999 varer, i 1912 til 2.700. Og vokseværket fortsatte. Hvor man i 1912 havde 10 medarbejdere og en omsætning på 155.000 kr., var man 25 år senere i 1937 oppe på 155 medarbejdere og en omsætning på 4,3 mio. kr. En stigning, der ikke kun stammede fra firmaets nuværende hovedområde, legetøj, men også fra så forskellige ting som keramik, tekstiler og barnevogne.
I 1937 omdannedes BRIO til et aktieselskab, der efter 2. verdenskrig voksede til en international koncern, og der kom gang i udviklingen af virksomhedens populære legetøj. Og hvor man indtil 1960'erne havde beskæftiget sig med mange slags produkter koncentreredes nu om netop legetøj, der produceredes i Osby og Killeberg, samt barnevogne som man var begyndt at producere i 1930'erne. Derudover blev man importør for en række produkter, f.eks. Märklins modeltog, Segas spillekonsoler og spil og Barbiedukker. I 100-året for firmaets start indviedes desuden i Osby et eget legetøjsmuseum, Lekoseum.
I slutningen af 1900-tallet blev BRIO ramt af økonomiske problemer. Efterhånden afvikledes de fleste aktiviteter i Osby eller blev flyttet til lavomkostningslande. Familien Ivarsson forblev BRIO's hovedejere frem til 2004, hvor investeringsselskabet Proventus AB overtog deres andel. I 2006 rykkedes hovedsædet til Malmö.

## Nutid
Nu om stunder beskæftiger BRIO sig hovedsageligt med legetøj men uden egen produktion, der i stedet for størstedelens vedkommende varetages af selvstændige underleverandører i Kina. I maj 2013 solgtes produktionen af barnevogne til britiske Britax. I juni 2011 blev firmaet afnoteret fra børsen, da det var næsten 100% ejet af Proventus. I januar 2015 købtes BRIO af tyske Ravensburger.
BRIO har ikke længere nogen aktiviteter i Osby. Legetøjsmuseet Lekoseum ligger der stadig men ejes siden 2014 af en fond. BRIO og dets datterselskaber er stadig til stede i blandt andet Malmö og i flere lande udenfor Sverige. Desuden bruges varemærket BRIO af et antal butikker i Norge, der drives på franchisebasis.

## Fodnoter
1. ↑  Aftonbladet it: dreamcast1
2. ↑   Kvällsposten, 9. maj 2013, s. 40.
3. ↑  Pressmeddelande Proventus, 14. juni 2011 (Webside ikke længere tilgængelig)
4. ↑  Brio säljs till tysk pusseltillverkare, Dagens Nyheter, 8. januar 2015.
5. ↑  Nyinrättad stiftelse tar över Lekoseum i Osby Arkiveret 23. januar 2015 hos  Wayback Machine Leksaksbranschen.se, 17. juni 2014 (sidst kontrolleret 23. januar 2015).